# François Depeaux

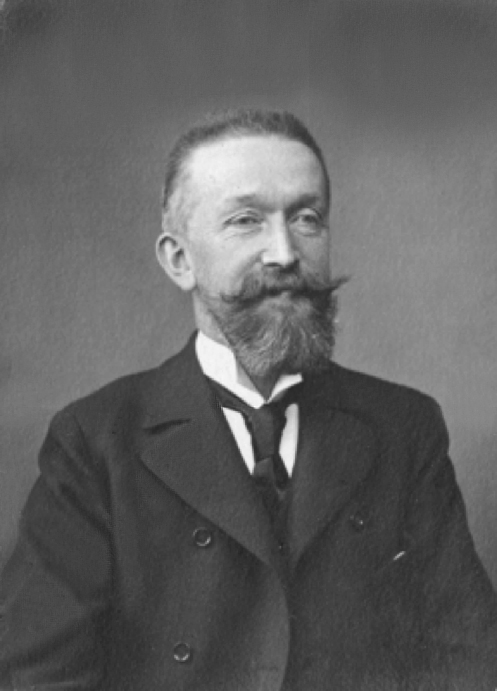

François Depeaux (* 13. Juli 1853 in Bois-Guillaume; † 11. Oktober 1920 in Amfreville-la-Mi-Voie) war ein französischer Industrieller, Kunstsammler, Schriftsteller und Mäzen. Er lebte zwischen seiner Heimatstadt Rouen, Paris und Swansea in Wales, wo er eine Anthrazitkohlen-Mine besaß. François Depeaux war auch ein produktiver Erfinder, der mehrere Patente für seine Maschinen anmeldete.

## Leben

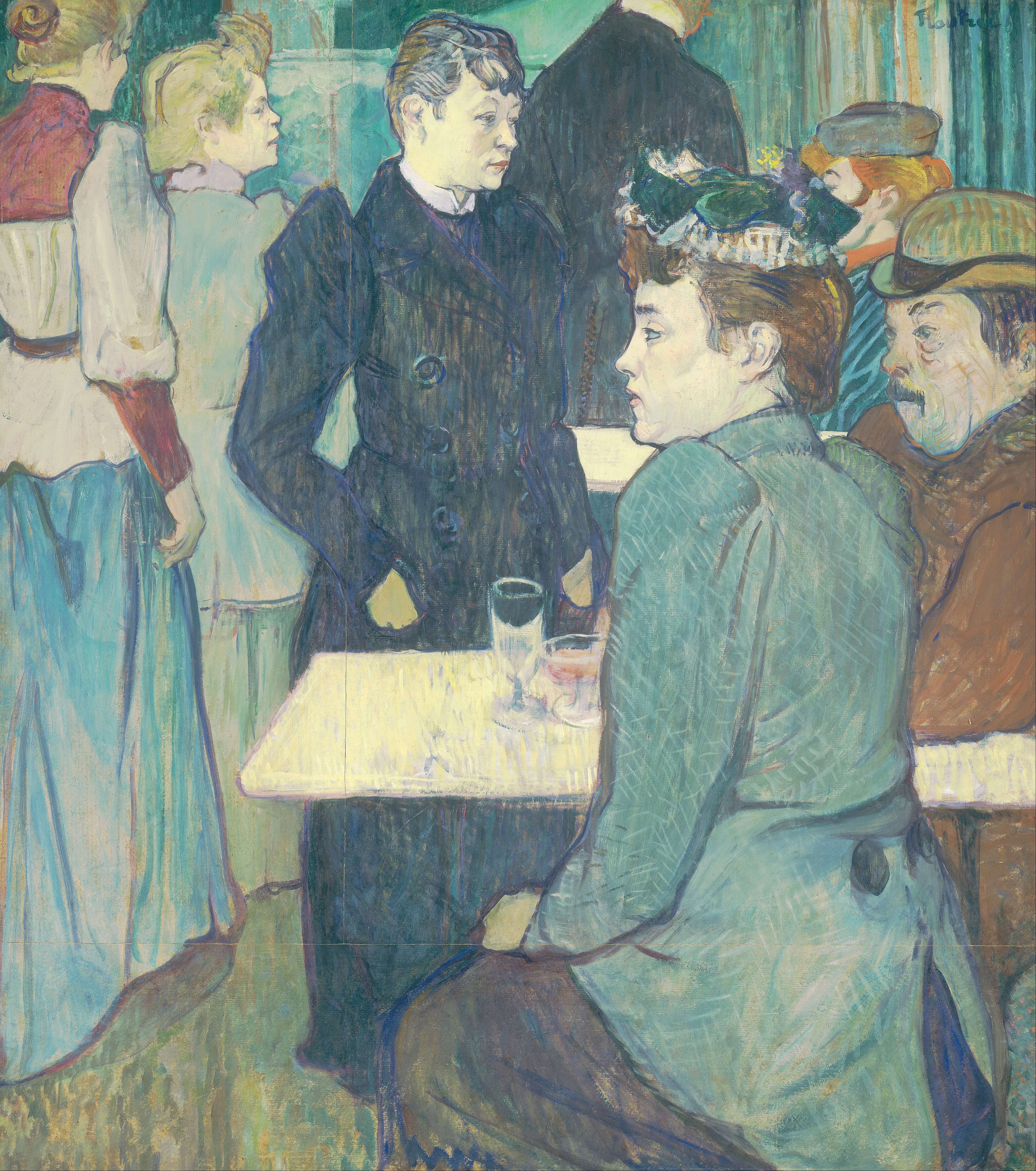
Henri de Toulouse-Lautrec: Im Moulin Rouge, 1892. National Gallery of Art, Washington, D.C.

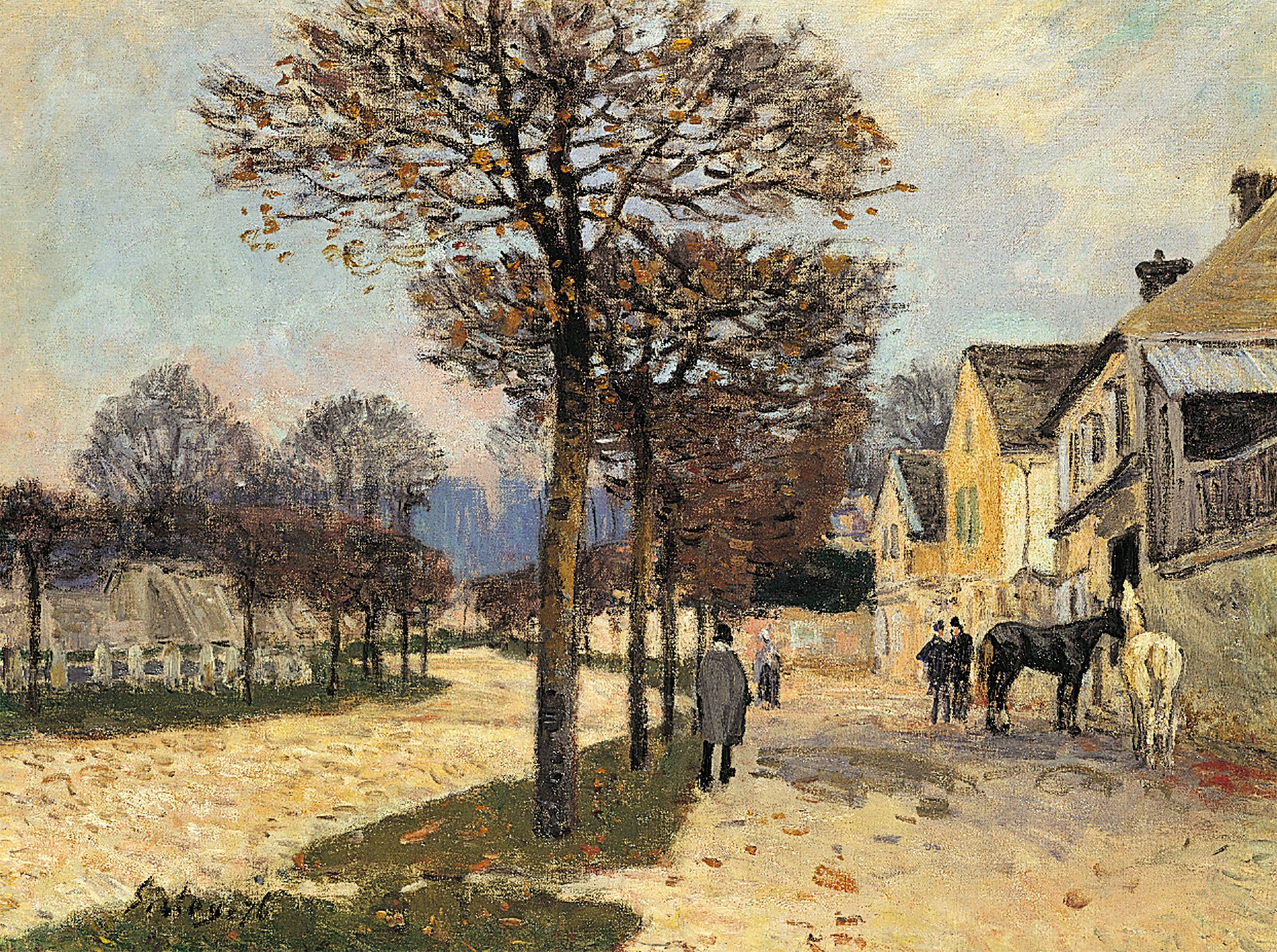
Alfred Sisley: Rue à Marly, Entrée du Village (Straße in Marly, Dorfeingang), 1878. Ehemals Dickinson Gallery, London und New York.

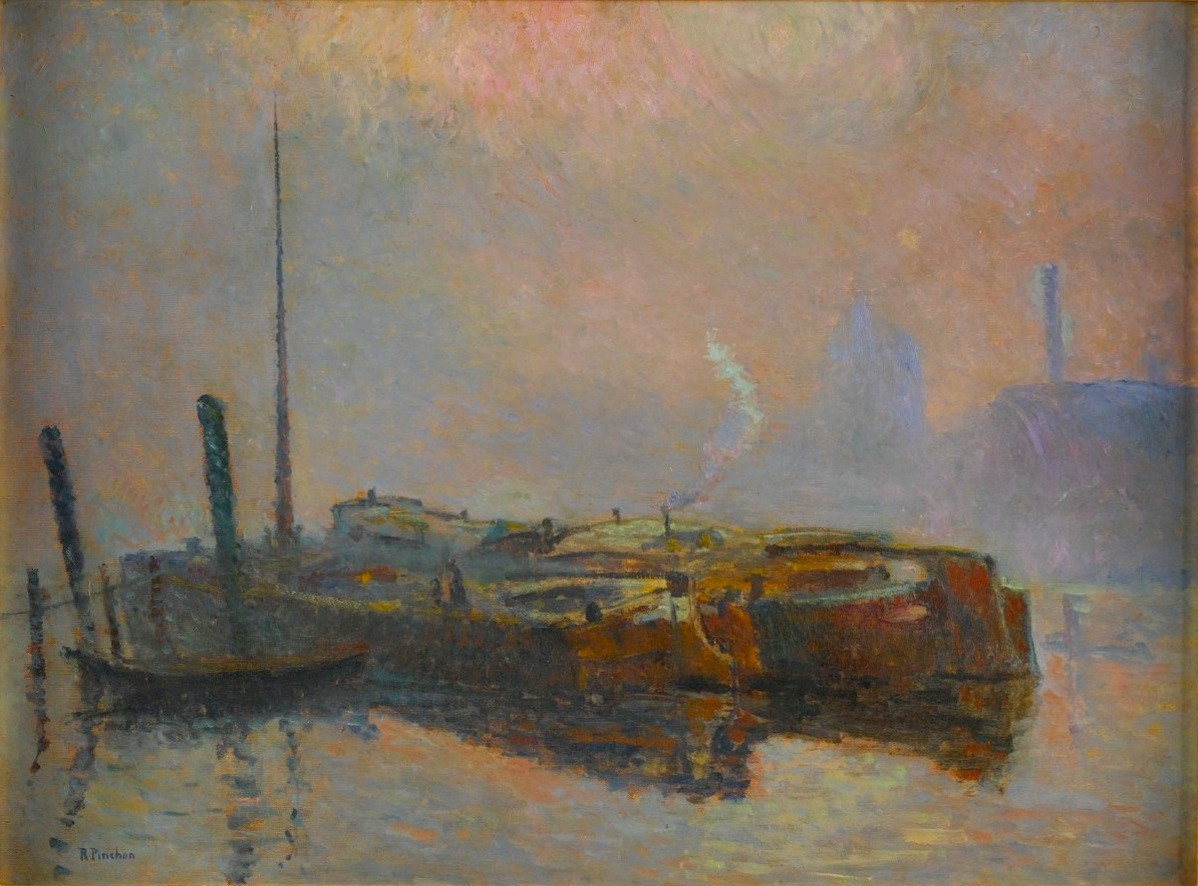
Robert Antoine Pinchon: Péniche dans la brume (Lastkahn im Nebel) or 1909. Musée des Beaux-Arts, Rouen. Schenkung François Depeaux, 1909.

François Depeaux wurde am 13. Juli 1853 in Bois Guillaume (Seine-Maritime) als Sohn von Félix Célestin Depeaux und Françoise Grouard geboren. Seine Familie war wohlhabend und besaß einen bedeutenden Anthrazitkohle-Handel. Er besuchte das Lycée Corneille in Rouen und schloss seine Schulausbildung 1871 ab.
François Depeaux erwarb ein Bergwerk in Swansea in Wales und baute das Geschäft durch die Erfindung eines neuen Zerkleinerungssystems aus. Er war ein unermüdlicher Arbeiter und überwachte seine Geschäfte persönlich. Im Jahr 1880 heiratete er Eugénie Marie Decap, die Tochter eines wohlhabenden Unternehmers, der das erste Kaufhaus in Rouen eröffnet hatte. Sie brachte 420.000 Francs in die Ehe ein, Depeux rund 400.000. Er investierte eine beträchtliche Summe in das Familienunternehmen.
Depeaux engagierte sich stark für die Stadt Rouen und kämpfte gegen das Projekt „Paris, port de mer“. Er setzte sich für den Ausbau des Hafens von Rouen und die Gestaltung des Viertels St-Gervais ein und erwarb eine Yacht, mit der er Gäste auf der Seine chauffierte und an Regatten teilnahm.
Als Kunstkenner und leidenschaftlicher Sammler erwarb er zwischen 1880 und 1920 fast sechshundert Gemälde, von Gustave Courbet bis Raoul Dufy, einschließlich der Impressionisten, die seine Vorliebe waren. In seiner Sammlung befanden sich Werke von Alfred Sisley, Claude Monet, Camille Pissarro, Armand Guillaumin, Pierre-Auguste Renoir, Albert Lebourg, Gustave Caillebotte, Berthe Morisot, Henri de Toulouse-Lautrec und Paul Gauguin. Er war auch ein glühender Verfechter der École de Rouen und unterstützte insbesondere Joseph Delattre und Robert Antoine Pinchon, indem er Ausstellungen in Paris organisierte, um sie bekannt zu machen.
Depeaux' Angebot einer Schenkung seiner Gemäldesammlung an das Städtische Museum lehnte die Stadt Rouen zunächst ab.
Die Scheidung von seiner Frau Eugénie Marie, bei der das Vermögen zu gleichen Teilen aufgeteilt werden musste, führte zur Versteigerung seiner Sammlung. Depeaux, ein leidenschaftlicher Kunstliebhaber, kaufte so viele Gemälde wie möglich zurück – darunter sein Claude Monet "Portail de la cathédrale de Rouen, temps gris" für 20.000 F (1895 bei Durand Ruel für 15.000 F erworben) – entweder unter seinem eigenen Namen oder über Händler (Durand-Ruel, Bernheim, Rosenberg u. a.). François Depeaux muss jedoch den Verlust bedeutender Werke bedauern, die zu hohen Preisen versteigert wurden und heute in den großen Museen der Welt hängen.
Schließlich nahm das Musée des Beaux-Arts in Rouen 1909 seine Schenkung an, aber seine Kunstsammlung war nur mehr ein schwaches Abbild des ursprünglichen Bestandes. Immerhin konnte das Museum einige Meisterwerke mit der Sammlung Depeaux bekommen.
François Depeaux starb am 11. Oktober 1920 und hinterließ ein bleibendes Erbe in den Bereichen Kunst, Industrie und soziale Projekte.